# Muskon
Muskon je organická sloučenina patřící mezi laktony, která má hlavní podíl na zápachu pižma.
Jedná se o cyklický keton s 15 atomy uhlíku a methylovou skupinou v poloze 3. Tato olejovitá kapalina se v přírodě vyskytuje jako (−)-enantiomer, (R)-3-methylcyklopentadekanon. Muskon lze připravit jako čistý (−)-enantiomer i jako racemickou směs. Téměř se nerozpouští ve vodě, ovšem je rozpustný v ethanolu.
Přírodní muskon se získává z pižma, které se používá na výrobu parfémů a v lékařství několik tisíc let. K získání přírodního pižma je nutné zabití ohroženého živočicha, a tak se téměř všechen používaný muskon vyrábí uměle.
Jeden ze způsobů asymetrické syntézy (−)-muskonu začíná u (+)-citronellalu ze kterého vzniká patnáctičlenný cyklus:
Novější způsob enantioselektivní syntézy spočívá ve vnitromolekulární aldolové adici makrocyklického diketonu. Muskon používaný na výrobu parfémů se vyrábí synteticky.
Izotopology muskonu byly použity při zkoumání mechanismu čichového vnímání. Zahříváním muskonu s Rh/C v D2O při 150 °C lze dosáhnout odstranění všech atomů vodíku z jeho molekuly. Bylo zjištěno, že lidský receptor rozpoznávající pižmo, OR5AN1, identifikovaný pomocí heterologního čichového receptoru, který silně reaguje na muskon, nedokáže rozlišit muskon od jeho izotopologů in vitro. OR5AN1 se váže na muskon a podobné sloučeniny, jako je civeton, tvorbou vodíkových vazeb na tyrosinu-258 a hydrofobními interakcemi s okolními aromatickými zbytky v receptoru.